# Assepoestereffect
Het Assepoestereffect is in de evolutionaire psychologie het veronderstelde fenomeen dat verschillende vormen van kindermishandeling en mishandeling door stiefouders vaker voorkomen dan door biologische ouders. Het ontleent zijn naam aan het sprookjesfiguur Assepoester, dat gaat over een meisje dat wordt mishandeld door haar stiefzussen en stiefmoeder. 